# Seedbox
Seedbox-ul este un server privat dedicat, folosit la uploadul si downloadul de fișiere digitale. Seedboxurile sunt de obicei achiziționate de uploaderi sau de comunitățile de torrente pentru a avea share-ul la cea mai mare viteză.
Seedboxurile fac uz de protocolul BitTorrent pentru download și upload. Seedboxurile sunt conectate la o rețea cu viteze mari de 100 Mbit/sec sau mai mult. Fișierele sunt uploadate în Seedbox de către utilizatorii de Bitorrent și de acolo pot fi downloadate în computerul unui utilizator prin protocoale ca: HTTP, FTP, SFTP sau Rsync.
Seedboxurile funcționează pe majoritatea sistemelor de operare (Windows, Linux sau Mac OS X). Seedboxurile mai scumpe pot furniza conexiuni de tip VNC, sau remote desktop protocol.
Seedboxurile ce se află în rețele cu viteze mari pot downloada un fișier mare în doar câteva minute.
Seedbox-urile au în general viteze de upload și download de 100 mbits/sec. Asta însemnând ca unui fișier de 1GB nu îi trebuie mai mult de 1-2 minute să se downloadeze. Același fișier de 1GB poate fi uploadat în exact același timp, altfel creând în timp util o rație de 1:1. Capabilitatea seedboxurilor de a transfera fișiere foarte repede este o mare atracție în comunitatile P2P și BitTorrent.
Din cauza vitezei, seedboxurile sunt foarte populare în trackerele private de torente unde sa îti menții rația de 1:1 este foarte important.